# Thoracochaeta tunisica
Thoracochaeta tunisica är en tvåvingeart som beskrevs av Papp 1978. Thoracochaeta tunisica ingår i släktet Thoracochaeta och familjen hoppflugor.
Artens utbredningsområde är Tunisien. Inga underarter finns listade i Catalogue of Life.